# Stade Félix Houphouët-Boigny
Das Stade Félix Houphouët-Boigny ist ein Fußballstadion mit Leichtathletikanlage im zentralen Stadtteil Le Plateau der ivorischen Stadt Abidjan. Es trägt die Spitznamen Le Félicia und Stade FHB. Der Fußballverein ASEC Mimosas trägt in der Sportstätte seine Heimspiele aus. Zudem ist es Austragungsort von Partien der ivorischen Fußballnationalmannschaft.

## Geschichte
Die 1952 eingeweihte Anlage bietet heute Platz für 30.000 Zuschauer. Zunächst trug das es den Namen Stade Géo André, benannt nach Géo André (1889–1943), einem französischen Leichtathleten und Rugby-Union-Spieler. 1964 wurde es umgebaut und erhielt seine heutige Struktur. Mit dem Umbau kam auch ein neuer Name. Es wurde nach Félix Houphouët-Boigny, dem ersten Staatspräsidenten der Elfenbeinküste (1960 bis 1993), benannt.
1984 war das Stade FHB einer der beiden Austragungsorte der Fußball-Afrikameisterschaft. Insgesamt fanden hier neun Spiele des Turniers statt, davon sechs Gruppenspiele, ein Halbfinale, das Spiel um Platz 3 und das Endspiel. 2009 wurde die Anlage im Hinblick auf die Ausrichtung der ersten afrikanischen Nationenmeisterschaft, die im Februar und März des Jahres stattfand, komplett renoviert.
Am 29. März 2009 kam es während des WM-Qualifikationsspiels Elfenbeinküste gegen Malawi zu einem tragischen Unglück. Unter dem Druck der in das Innere strömenden Zuschauer stürzte eine Mauer ein, wobei insgesamt 19 Menschen zu Tode kamen und über 130 verletzt wurden.
Am 1. Januar 2013 kam es in der Nähe des Stadions nach dem Silvester-Feuerwerk zu einer Massenpanik, bei dem 61 Menschen getötet und 200 weitere verletzt wurden.
Für die Spiele der Frankophonie 2017 wurde das Stade Félix Houphouët-Boigny renoviert. 